# Biggar (South Lanarkshire)
Biggar (gälisch: Bigear) ist eine Ortschaft im Osten der schottischen Council Area South Lanarkshire beziehungsweise in der traditionellen Grafschaft Lanarkshire. Sie liegt rund 22 Kilometer südöstlich von Lanark nahe dem rechten Clyde-Ufer vor der Westflanke der Culter Hills.

## Geschichte
Möglicherweise handelt es sich um einen frühchristlichen Standort, der bereits zu Zeiten der frühkeltischen Christianisierung genutzt wurde. Eine Nikolauskirche am Standort ist ab dem Jahre 1164 verzeichnet. Malcolm Fleming, 3. Lord Fleming veranlasste den 1546 abgeschlossenen Bau der heutigen Marienkirche als Kollegiatstift. Es sollte das letztgegründete Kollegiatstift vor der schottischen Reformation sein.
Nahe der Ortschaft kam es 1297 zur Schlacht von Biggar zwischen William Wallace und Eduard I., welche die Schotten gewannen. Als Unterzentrum in Lanarkshire wurde Biggar 1451 als Burgh installiert. Das Marktrecht beinhaltete das Recht zur Ausrichtung von Viehmärkten, die zur Entwicklung von Biggar beitrugen. Des Weiteren wurden in Biggar Textilien und Bier produziert. Mit den Biggar Gasworks wurde in Biggar 1839 ein Gaswerk eröffnet. Die Anlage zur Kohlevergasung wurde bis 1973 betrieben.

## Verkehr
Die A72 (Galashiels–Hamilton), die auf diesem Abschnitt zusammen mit der A702 (Edinburgh–St John’s Town of Dalry) geführt ist, bildet die Hauptverkehrsstraße von Biggar. Möglicherweise richteten bereits römische Truppen während der Besatzung Britanniens eine Brücke in Biggar ein. Die ältesten Fragmente der heute als Fußgängerbrücke genutzten Cadger’s Brig stammen aus dem 13. Jahrhundert.
Im Jahre 1860 eröffnete die Symington, Biggar and Broughton Railway einen Bahnhof in Biggar. Dieser wurde 1966 aufgelassen.

## Persönlichkeiten
- Erich Schaedler (1949–1985), Fußballspieler
- David Smith (1880–1945), südafrikanischer Sportschütze
- Ash Regan (* 1974), Politikerin